# Gabdula Chelbir
Gabdula Chelbir (tat. Габдулла Чәлбер) – władca Bułgarii Wołżańsko-Kamskiej pomiędzy 1178 a 1225. Chelbir był twórcą potęgi państwa Bułgarów Wołżańskich, umacniając je ekonomicznie, militarnie i terytorialnie.

## Konflikty z sąsiadami
Wojna z Połowcami
Już na początku swoich rządów, Chelbir musiał walczyć z sąsiadującymi od południa z Bułgarią Wołżańsko-Kamską Połowcami – bitnym ludem, który u szczytu potęgi rozciągał swoje panowanie od terytorium Mołdawii po jezioro Bałchasz. Sytuacja była skomplikowana, gdyż część Połowców pozostawała przyjaźnie nastawiona do Bułgarów i nawet zamieszkiwała południowe ziemie państwa Chelbira. Druga część jednak dokonywała ciągłych spustoszeń i w wyniku tego doszło do kilkuletniej wojny pomiędzy Bułgarami a agresywnymi Połowcami. Konflikt ostatecznie zakończył pokój, zapewniający nienaruszalność granic Bułgarii do śmierci Gabduly Chelbira.
Wojna z Wsiewołodem III
Niemal równocześnie z prowadzeniem wojny przeciwko Połowcom, Gabdula Chelbir zmuszony był odpierać najazdy księcia włodzimierskiego Wsiewołoda III w latach 1184 i 1186. Na szczęście Wsiewołod, po 1186 roku zaniechał nowych wypraw i zaangażował się głównie w walki z innymi księstwami ruskimi. Przezorny Chelbir postanowił jednak przenieść stolicę państwa z Bułgaru Wielkiego do Bilär.

## Pierwsze reformy
Odziedziczony po ojcu Otyaku kraj, był skłócony wewnętrznie z powodu różnic religijnych i wzajemnych niechęci pomiędzy plemionami. Chelbir jednak zdołał dość szybko pogodzić zwaśnione strony, zwłaszcza w aspektach religijnych. Uspokojenie wewnętrzne państwa sprawiło, że władca mógł zająć się wzmacnianiem państwa od wewnątrz: rozbudowano sieć kanałów wodnych, odrestaurowano stare umocnienia (m.in. Kazań) i wzniesiono nowe forty nadgraniczne oraz podzielono siłę zbrojną na wojsko regularne i "milicję". Sam Gabdula Chelbir odbył podróż do państw sąsiednich, aby zawrzeć przymierze militarne przeciwko rosnącemu na wschodzie imperium Czyngis-chana.

## Najazd Mongołów
We wrześniu 1223, wracający z udanej wyprawy na Połowców i Ruś Kijowską Mongołowie dowodzeni przez Subedej-bagaatura dokonali najazdu na Bułgarię Wołżańsko-Kamską. Atakiem kierował syn Subedeja – Uriangchadaj (Uran). Chelbirowi udała się jednak dotąd rzecz niespotykana – na czele swojej armii zdołał pokonać i zmusić do odwrotu na południe wojska mongolskie. Subedej, który także włączył się do bitwy, stracił w walce oko, a ok. 4000 żołnierzy dostało się do niewoli. Jeńców następnie wymieniono na stada owiec w stosunku 1:1, co było wyjątkowo hańbiące dla Czyngis-chana.
Zwycięstwo Bułgarów w 1223 na 15 lat zatrzymało inwazję mongolską w tej części świata.

## Śmierć i dziedzictwo
Odparcie najazdu Subedeja było ostatnim znacznym czynem Gabduly Chelbira. Stary władca zmarł w 1225 i został pochowany w Bułgarze Wielkim. Jego następcą został Mir Ghazi. Mauzoleum Chelbira zachowało się do dziś i stanowi jedną z atrakcji turystycznych Bułgaru Wielkiego.
Państwo bułgarskie w czasach rządów Gabdula Chelbira osiągnęło szczyt potęgi: rozciągało się pomiędzy Morzem Kaspijskim a Oceanem Arktycznym, było zintegrowane wewnętrznie i posiadało silną armię. Następcom udało się jednak tylko czasowo utrzymać potęgę państwa. Odparli oni jeszcze trzy mongolskie najazdy w: 1229, 1232 i 1235, ale ostatecznie, w 1236 rozpoczął się sukcesywny podbój państwa przez olbrzymie siły mongolskie, zakończony ostatecznie w 1241 włączeniem Bułgarii Wołżańsko-Kamskiej do Złotej Ordy.